# 3693 Barringer
A 3693 Barringer (ideiglenes jelöléssel 1982 RU) a Naprendszer kisbolygóövében található aszteroida. Edward L. G. Bowell fedezte fel 1982. szeptember 15-én.